# Рипли (Тенеси)
Рипли (енгл. Ripley) град је у америчкој савезној држави Тенеси.

## Демографија
По попису из 2010. године број становника је 8.445, што је 601 (7,7%) становника више него 2000. године.
| Група             | 2000.         | 2010.         |
| Белци             | 4.015 (51,2%) | 3.630 (43,0%) |
| Афроамериканци    | 3.672 (46,8%) | 4.535 (53,7%) |
| Азијати           | 21 (0,3%)     | 34 (0,4%)     |
| Хиспаноамериканци | 84 (1,1%)     | 134 (1,6%)    |
| Укупно            | 7.844         | 8.445         |